# 亞當斯鎮區 (堪薩斯州尼馬哈縣)
亞當斯鎮區（英語：Adams Township）為美國堪薩斯州尼馬哈縣轄下的鎮區。2010年美国人口普查中此鎮區人口有194人。

## 地理
亞當斯鎮區涵蓋總面積為93.1平方（35.96平方英里），其中陸地面積為93.1平方（35.93平方英里），水域面積為0.078平方（0.03平方英里）或0.08%。海拔高度368（1,207英尺）。

## 人口統計
根據2010年美國人口普查，亞當斯鎮區人口有194人，其中男性有102人，女性有92人，人口密度為每平方公里2.08人，住房計73戶。鎮區內的白人有191人，非裔美國人有0人，美洲原住民有0人，亞裔美國人有0人，太平洋島裔美國人有0人，其他種族有0人，混血種族則有3人。此外鎮區內有3人為西班牙裔或拉丁裔美國人。此鎮區之年齡中位數為43.2歲，而男性年齡中位數為37歲，女性年齡中位數為43.6歲。